# Koninklijk besluit
Een koninklijk besluit (KB) (Frans: arrêté royal) is een besluit van de regering. Hoewel de koning als eerste het besluit ondertekent, wat de indruk kan wekken dat hij persoonlijk achter het besluit staat, is hij niet zelf verantwoordelijk. Om die reden worden koninklijke besluiten medeondertekend door de betrokken minister(s) en/of staatssecretaris(sen), dit wordt een contraseign genoemd.
De verschillen tussen een wet in formele zin en een koninklijk besluit zijn:
- Een wet in formele zin moet ook zijn aangenomen door het parlement.
- Een koninklijk besluit kan door de regering worden uitgevaardigd zonder directe medewerking van het parlement.
- Een koninklijk besluit kan door een rechter getoetst worden aan de Grondwet, een formele wet niet.

Een koninklijk besluit is, wanneer het een algemeen verbindend voorschrift inhoudt, een wet in materiële zin.

## Nederland

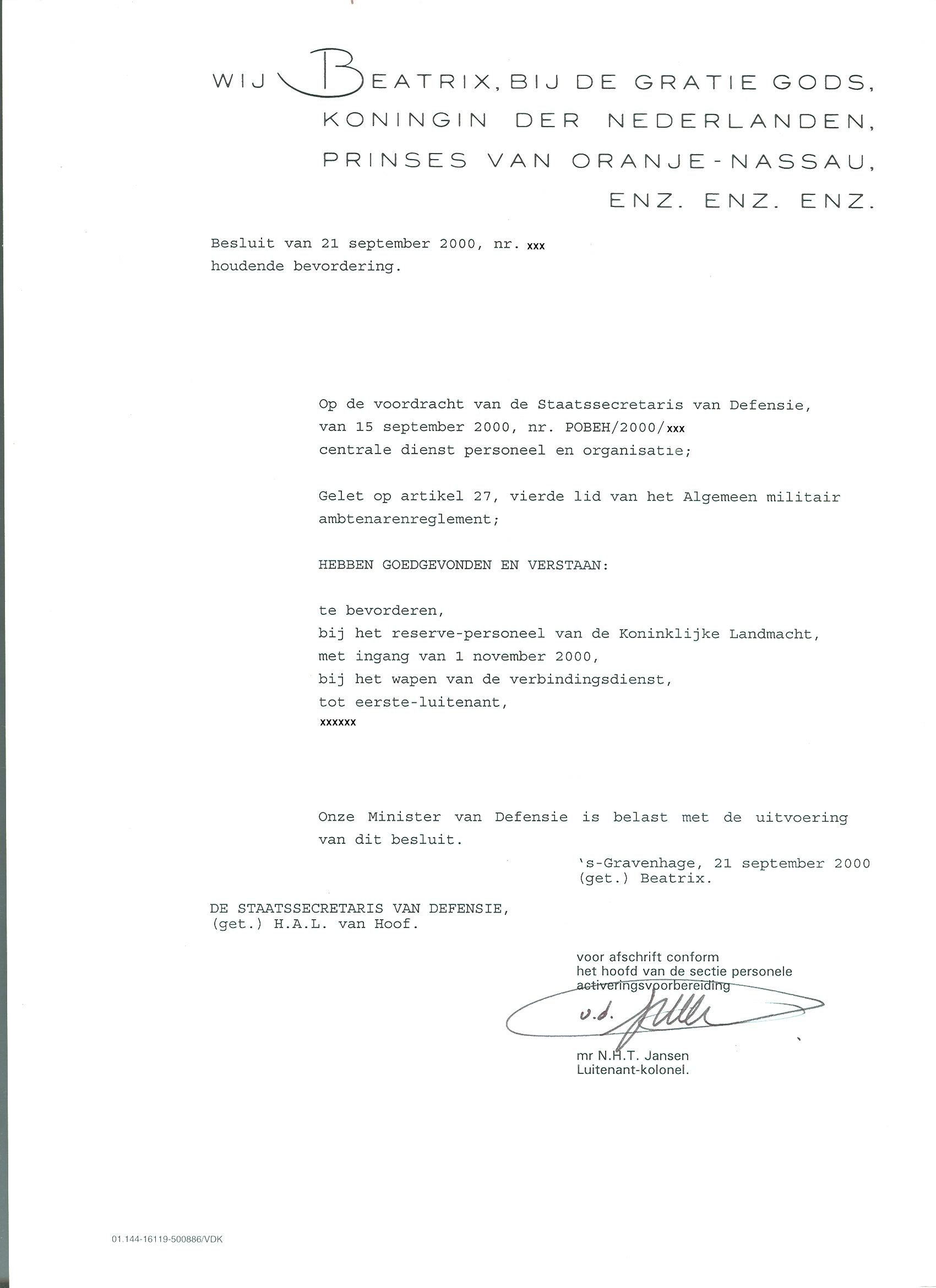
Afbeelding van een niet officieel gepubliceerd klein koninklijk besluit

In verband met de politieke ministeriële verantwoordelijkheid staat in artikel 47 van de Nederlandse Grondwet: 
Alle wetten en koninklijke besluiten worden door de Koning en door een of meer ministers of staatssecretarissen ondertekend.
Er zijn drie soorten koninklijke besluiten:
1. De algemene maatregel van bestuur (AMvB). Een AMvB kan genomen worden na behandeling in de ministerraad en na consultatie van de Raad van State. Een AMvB wordt ondertekend door de Koning en door de desbetreffende minister. Wanneer de regering een AMvB neemt, treedt het in werking nadat het in het Staatsblad bekend is gemaakt. Het wordt daar een "besluit" genoemd, niet een "algemene maatregel van bestuur" of "koninklijk besluit". Houdt een AMvB een algemeen verbindend voorschrift in dan is dit tevens een wet in materiële zin.
2. Een zogenaamd klein koninklijk besluit, dat meer het karakter van een beschikking heeft. Hierbij wordt de Raad van State niet geconsulteerd. De ministerraad wordt in sommige gevallen bij het besluit betrokken, in andere gevallen is alleen de verantwoordelijke minister bij het besluit betrokken. Qua publicatie zijn er drie mogelijkheden:
  1. Publicatie in het Staatsblad. Het wordt daar Besluit genoemd, niet klein koninklijk besluit. Dat het geen AMvB is blijkt uit het feit dat er niet zoiets staat als "De Afdeling advisering van de Raad van State gehoord". Dit betreft voornamelijk besluiten tot inwerkingtreding van wetten[1] en AMvBs.[2] Daarnaast komen slechts bij uitzondering koninklijke besluiten voor plaatsing in het Staatsblad in aanmerking, bijvoorbeeld een koninklijk besluit tot ontbinding van de Tweede Kamer, een koninklijk besluit tot schorsing van een besluit van een gemeenteraad[3] en het Besluit regeling functie en verantwoordelijkheid van de secretaris-generaal.[4] Aanwijzing 20 van de Aanwijzingen voor de regelgeving schrijft sinds 1992 voor dat koninklijke besluiten met algemeen verbindende voorschriften bij AMvB worden vastgesteld, sindsdien zijn er dan ook geen nieuwe kleine regelende koninklijke besluiten meer verschenen. Die van daarvóór kunnen nog wel van kracht zijn. Wijzigingen daarvan geschieden nu echter ook bij AMvB.
  2. Publicatie in de Staatscourant. Het wordt daar koninklijk besluit genoemd, niet klein koninklijk besluit. Zulke besluiten kunnen bijvoorbeeld een benoeming betreffen.[5] Er kunnen meerdere koninklijke besluiten in één bekendmaking van de Staatscourant (met één Staatscourant-nummer) staan, bijvoorbeeld bij de verlening van koninklijke onderscheidingen,[6] elk met een eigen nummer. Zo stonden bijvoorbeeld 13.000349 en 13.001557 (en meer) beide in Stcrt. nr. 30560, 4 november 2013.
  3. Het wordt niet officieel gepubliceerd. Een voorbeeld is het koninklijk besluit van 22 maart 2011, nr. 11.000314, de goedkeuring van het wapen van de nieuwe gemeente Peel en Maas.[7] Ook de benoeming van een burgemeester of andere functionaris kan in deze categorie vallen.
3. Een koninklijk besluit voor het Koninklijk Huis is niet openbaar en wordt alleen door de Koning genomen. Het betreft bijvoorbeeld benoemingen binnen de hofhouding of besluiten in de persoonlijke levenssfeer, bijvoorbeeld over de inrichting van zijn huis (= hofhouding, zie artikel 41 van de Grondwet), het toekennen van een onderscheiding (Orde van Koninklijke Huis) of regels over de predicaten koninklijke en hofleverancier. In dat geval spreekt men ook wel van een koninklijke beschikking.

AMvBs en andere koninklijke besluiten waarbij algemeen verbindende voorschriften worden vastgesteld, worden gepubliceerd in het Staatsblad. Elk koninklijk besluit dat wordt gepubliceerd in het Staatsblad is een aparte bekendmaking, en wordt geïdentificeerd door het nummer van het Staatsblad, met jaartal. Een klein koninklijk besluit dat niet in de Staatscourant wordt gepubliceerd, wordt geïdentificeerd met een datum en een nummer; het nummer bestaat tegenwoordig uit de laatste twee cijfers van het jaartal, een punt, en een volgnummer van zes cijfers. Vroeger werd het volgnummer van de betreffende dag gebruikt. Oudere kleine koninklijke besluiten hebben daardoor een veel korter nummer.

### Model
Hoofdstuk 4 (Bijzondere bestanddelen van regelingen) van de Aanwijzingen voor de regelgeving bepaalt onder meer:
Voor de aanhef van een algemene maatregel van bestuur of een ander koninklijk besluit van regelende aard wordt het volgende model gebruikt (vergelijk het  model van een wet):
Wij Willem-Alexander, bij de gratie Gods, Koning der Nederlanden, Prins van Oranje-Nassau, enz. enz. enz.
Op de voordracht van Onze Minister(s) van/voor ... /de Staatssecretaris(sen) van ...... van ...... (datum en nummer), gedaan mede namens/in overeenstemming met/na overleg met Onze Minister(s) van/voor ... /de Staatssecretaris(sen) van ......;
Gelet op ......;
De Afdeling advisering van de Raad van State gehoord (advies van ...... (datum en nummer));
Gezien het nader rapport van Onze Minister(s) van/voor ... /de Staatssecretaris(sen) van ...... van ...... (datum en nummer), uitgebracht mede namens/in overeenstemming met/na overleg met Onze Minister(s) van/voor ... /de Staatssecretaris(sen) van ......;
Hebben goedgevonden en verstaan: 
De uitdrukking "Gelet op" verwijst naar de wet waarop de regelgevende bevoegdheid berust.

### Geschiedenis
De voorloper van het koninklijk besluit in het Soeverein Vorstendom der Verenigde Nederlanden is, in de toenmalige spelling, het souverein besluit. Deze bleven geldig toen Nederland een koninkrijk werd. Enkele zijn nog steeds van kracht.
Het kortste koninklijke besluit dat ooit in Nederland werd uitgevaardigd, dateert van 19 februari 1937 (nr. 93). Toen de NSB opkwam stelde zij met oranje-blanje-bleu de echte Nederlandse vlag te bezitten, waarop koningin Wilhelmina en haar minister Hendrikus Colijn reageerden met een koninklijk besluit: "De kleuren van de vlag van het Koninkrijk der Nederlanden zijn rood, wit en blauw." De koningin ondertekende het besluit op haar vakantieadres in Zell am See (Oostenrijk).

## België

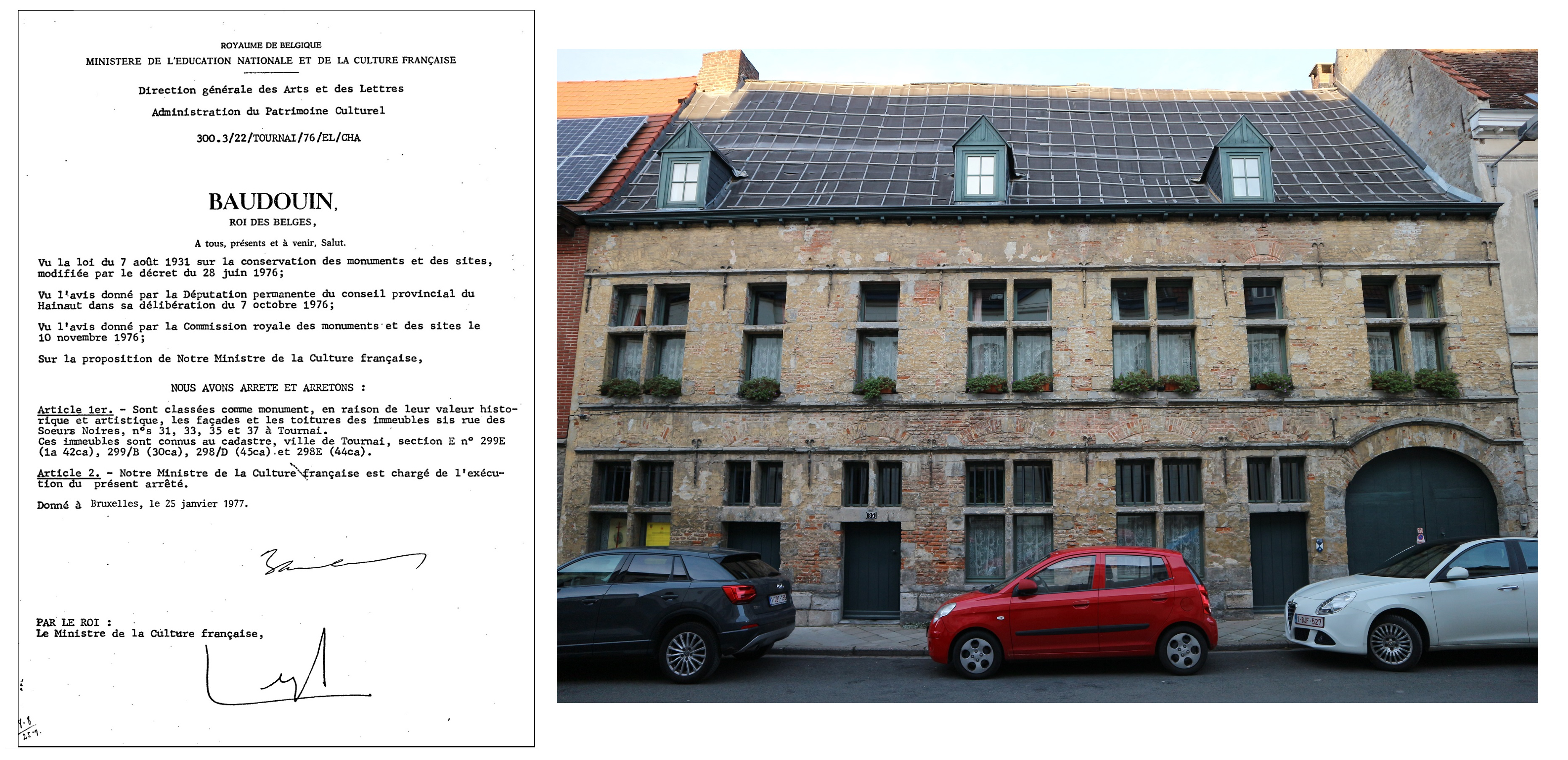
Voorbeeld van een Koninklijk Besluit ondertekend door Boudewijn van België.

In België neemt volgens artikel 108 van de Belgische Grondwet de koning de besluiten die voor de uitvoering van de wetten nodig zijn, zonder ooit de wetten zelf te mogen schorsen of vrijstelling van hun uitvoering te mogen verlenen. Tevens moet volgens artikel 106 van de grondwet elke akte van de koning (zoals een koninklijk besluit) door de bevoegde (federale) minister(s) mede ondertekend worden.
Met een koninklijk besluit zal de federale regering de wetgeving dus voorzien van de nodige uitvoeringsmaatregelen.  De verantwoordelijke federale minister zorgt voor de verdere uitvoering in detailmaatregelen via een ministerieel besluit.
De rechtsgeldigheid van een koninklijk besluit vereist het voorafgaand bestaan van een wet.
Deze regels gelden enkel voor de federale regering, voor de gewesten en gemeenschappen worden de corresponderende besluiten ondertekend door de verantwoordelijke minister(s) en de minister-president van de respectievelijke gewest- of gemeenschapsregering. Deze besluiten heten:
- besluit van de Vlaamse Regering (vroeger besluit van de Vlaamse Executieve)
- besluit van de Waalse Regering
- besluit van de Regering van de Franse Gemeenschap
- besluit van de Brusselse Hoofdstedelijke Regering
- besluit van de Regering van de Duitstalige Gemeenschap

Al deze besluiten, ook de koninklijke, kunnen door de rechter nietig verklaard worden als ze geen (grond)wettelijke basis hebben.